# Darlene
Darlene  è un nome proprio di persona inglese femminile.

## Varianti
- Femminili: Darleen[2][1]
  - Ipocoristici: Darla[2][3]

## Origine e diffusione
È un nome recente, nato in Nord America tra la fine dell'Ottocento e l'inizio del Novecento; si tratta semplicemente di un'elaborazione del termine inglese darling (che significa "caro", "tesoro", "amore", riferito a una persona) con il popolare suffisso -[l]ene.

## Onomastico
Nella tradizione cristiana non esistono sante con tale nome, che quindi è adespota; l'onomastico può pertanto essere festeggiato il 1º novembre a Ognissanti.

## Persone

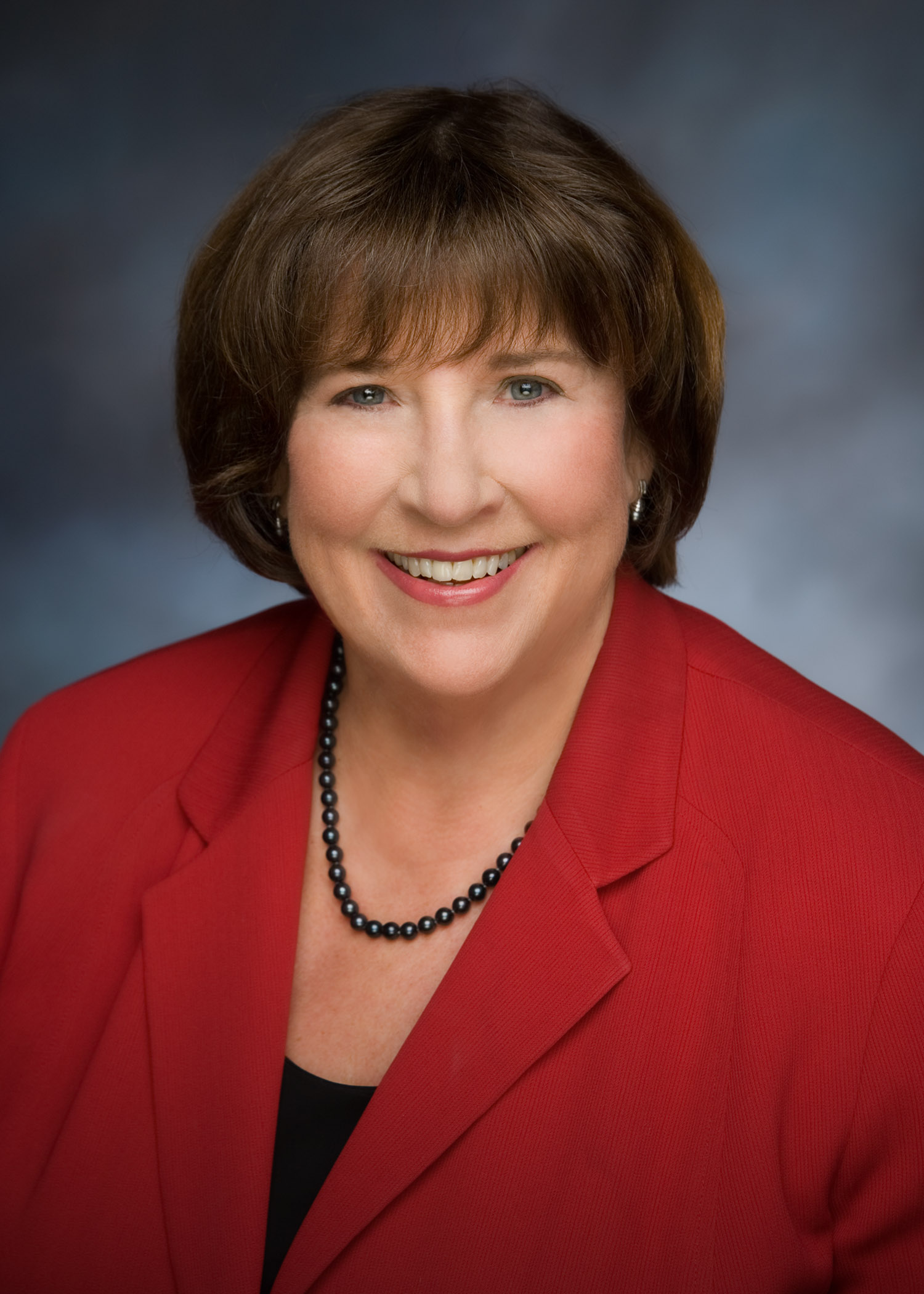
Darlene Hooley

- Darlene Conley, attrice statunitense
- Darlene Glória, attrice brasiliana
- Darlene Hard, tennista statunitense
- Darlene Hooley, politica statunitense
- Darlene Love, cantante e attrice statunitense
- Darlene Vogel, attrice e modella statunitense

### Varianti
- Darla K. Anderson, produttrice cinematografica statunitense
- Darleen Carr, attrice e doppiatrice statunitense
- Darla Crane, attrice pornografica, regista e modella statunitense
- Darla Hood, attrice statunitense

## Il nome nelle arti
- Darlene è un personaggio della serie animata Squirrel Boy.
- Darlene è un personaggio del film per la televisione Hotel Room.
- Darla è un personaggio delle serie televisive Buffy l'ammazzavampiri e Angel.
- Darlene Anderson é un personaggio della serie televisiva Mr. Robot.
- Darla Aquista è un altro nome con cui è nota la figlia di Warlock, personaggio dei fumetti DC Comics.
- Darlene Conner è un personaggio della serie televisiva Pappa e ciccia.
- Darlene Davis è un personaggio del film del 1999 Bangkok, senza ritorno di Jonathan Kaplan.
- Darla Einstein Forrester è un personaggio della soap opera Beautiful.
- Darla Hood è un personaggio del film del 1994 Piccole canaglie di Penelope Spheeris.
- Darleen McCullough è un personaggio del film del 2008 The Wild Man of the Navidad di Duane Graves e Justin Meeks.